# Sigmund von Pernstein
Sigmund von Pernstein (tschechisch Zikmund z Pernštejna; * um 1437; † 1473 oder später) war ein mährischer Adliger. Als Anhänger des böhmischen Königs Georg von Podiebrad geriet er in Gefangenschaft des Gegenkönigs Matthias Corvinus.

## Leben
Sigmund entstammte dem mährischen Adelsgeschlecht der Herren von Pernstein. Seine Eltern waren Johann von Pernstein und dessen erste Frau Barbara von Waldstein (Barbora z Valdštejna).
Wie sein Vater und sein jüngerer Bruder Wilhelm unterstützte Sigmund den böhmischen König Georg von Podiebrad. Etwa Mitte der 1460er Jahre überschrieb ihm sein Vater die Burg Zubštejn zusammen mit der zugehörigen Herrschaft. 1467 geriet er in Gefangenschaft des ungarischen Königs Matthias Corvinus, der die böhmische Krone erlangen wollte. Zusammen mit Jan von Koschumberg wurde er nach Brünn abgeführt und dort gefangen gehalten. Die Dauer seines Gefängnisaufenthaltes ist nicht bekannt. Vermutlich wurde er spätestens 1469 freigelassen, da 1470 seine Tochter Dorothea/Dorota geboren wurde.
Schon Anfang 1470 geriet Sigmund neuerlich in Gefangenschaft. Dieses Mal wurde er vom Anführer der Grünberger Allianz Zdeněk von Sternberg auf dessen Sitz in Polná festgehalten. Auch nach dem Tod Georgs von Podiebrad 1471 gelang es Sigmunds Vater und dem Bruder Wilhelm nicht, Sigmund freizubekommen. Sie unterstützten den neu gewählten König Vladislav II., von dem sie 1471 und auch noch 1472 bestimmte Rechte über die Klöster in Oslavany und Tišnov erhielten. Obwohl sie Geld für die Freilassung ihres Sohnes bzw. Bruders bereitstellten, verlangte Corvin von Wilhelm den Übertritt auf seine Seite und die Unterstützung seiner militärischen Vorhaben, sowie vermutlich auch die Konversion zum Katholizismus. Am 14. November 1472 unterschrieb Wilhelm in Ödenburg eine entsprechend Vereinbarung, die an die Freilassung seines Bruders geknüpft war, der spätestens bis zum 2. Februar 1473 freigelassen werden sollte. Für die Freilassung setzte sich vermutlich Corvins Berater und spätere Olmützer Bischof Johann Filipec ein.
Sigmund, der vermutlich von der Haft gesundheitlich angeschlagen war, konnte sich an der wiedergewonnenen Freiheit nicht lange erfreuen. Er starb 1473 oder später. Seine Witwe Elisabeth von Boskowitz wohnte weiterhin mit ihren kleinen Töchtern auf der Burg Zubštejn, die ihr als Wittum zugewiesen wurde. Nach ihrer Wiederverheiratung vor 1476 mit Linhard von Guttenstein (Linhart z Gutštejna) fiel die Burg an ihren Schwiegervater Johann zurück.

## Familie
Sigmund war zweimal verheiratet. Die Herkunft seiner ersten Frau Elisabeth/Eliška ist nicht bekannt. Dieser Ehe entstammte die Tochter
- Bohunka († nach 1478)

In zweiter Ehe vermählte sich Sigmund um 1437 mit Elisabeth von Boskowitz (Eliška z Boskovic). Dieser Ehe entstammten die Töchter:
- Kunka (* um 1464; † nach 1481), ⚭ 1480 Jan Boček (Dürrteufel), einem Sohn des Jan (III.) Dürrteufel/Suchý Čert von Kunstadt
- Dorothea/Dorota (* etwa 1470; † vor 1488), ⚭ vor 1488 Ctibor von Landstein (Ctibor z Landštejna)[2]
- Margarete/Machna; (* etwa 1472; † 1515/20), ⚭ 1488 Peter d. Ä. von Žerotín auf Šumperk (Petr starší ze Žerotína na Šumperku; † 1530)[3]